# OpenSPARC
OpenSPARC és un projecte de maquinari obert SPARC iniciat el desembre de 2005 que gaudeix d'una llicència GPLv2. La contribució inicial al projecte va ser feta amb codi Verilog de nivel de transferencia de registre (RTL) per un microprocessador complet de 64 bits i 32 fils d'execució (threads), aquest era el RTL pel processador UltraSPARC T1, de l'empresa Sun Microsystems. El 21 de març de 2006, Sun va llançar el codi font pel nucli T1 IP sota la GPL. El 7 d'agost de 2007, Sun va anunciar que el RTL pel procesador UltraSPARC T2 també estaria disponible per mitjà del projecte OpenSPARC.

## Implementacions derivades
- UltraSPARC T1
- UltraSPARC T2
- S1 Core - Una implementació derivada